# افکار وحشیانه
«افکار وحشیانه» (به انگلیسی: Wild Thoughts) تک‌آهنگی در سبک هیپ‌هاپ و راک از هنرمند اهل آمریکا دی‌جی خالد، به همراهی خواننده اهل باربادوس ریحانا و رپر آمریکایی برایسون تیلر است که در ۶ ژوئن ۲۰۱۷ منتشر شد. این تک‌آهنگ در آلبوم سپاس‌گزار قرار داشت.